# Tunel Ciasny na Tomaszówkach Dolnych
Tunel Ciasny na Tomaszówkach Dolnych – jaskinia w górnej części Doliny Będkowskiej, na terenie wsi Bębło w województwie małopolskim, w powiecie krakowskim, w gminie Wielka Wieś.

## Położenie
Jaskinia znajduje się w pierwszej od dołu grupie skałek na Tomaszówkach Dolnych, w niedużej odległości od udostępnionej turystycznie Jaskini Nietoperzowej. Oprócz niej w Tomaszówkach Dolnych znajduje się jeszcze 6 innych jaskiń lub schronisk. W pierwszej od dołu grupie skałek są to Jaskinia na Tomaszówkach Dolnych Druga i Tunel Ciasny na Tomaszówkach Dolnych, położony na zachód od niej, w odległości około 10 m. Pod względem geograficznym jest to obszar Wyżyny Olkuskiej w obrębie Wyżyny Krakowsko-Częstochowskiej.

## Opis obiektu
Jaskinia przebija skałę na wylot. Jej większy otwór znajduje się u północno-wschodniej podstawy niewielkiej skałki, naprzeciwko otworu Jaskini na Tomaszówkach Dolnych Drugiej. Znajduje się na pionowym pęknięciu skały, ma wysokość 1,2 m i szerokość 0,5 m. Ciągnie się za nim niski (wysokości kilkudziesięciu cm) korytarz o długości 5 m, przechodzący w zwężenie, na którego dnie znajduje się spory kamień. Za kamieniem tym jest rozszerzenie, a w jego stropie szczelinowy komin o wysokości 2 m. Od rozszerzenia odgałęzia się w południowo-zachodnim kierunku, boczny, meandrujący, ciasny i ślepo kończący się korytarz. Główny korytarz biegnie ku zachodowi i po 3 metrach wychodzi drugim otworem u podstawy skałki. Otwór ten ma wysokość 0,4 m i szerokość 1 m.
Jest to jaskinia pochodzenia krasowego, powstała w wapieniach z jury późnej. Rozproszone światło słoneczne oświetla tylko jej początkowe odcinki za otworami i tylko w tych miejscach na ścianach rozwijają się glony i mszaki. Wewnątrz jest ciemna, wilgotna i występuje niewielki przewiew powietrza między jej otworami. Licznie występują pajęczaki, obserwowano także motyle paśnik jaskiniec (Triphosa dubitata). Nacieków brak. Namulisko skąpe, przy otworach złożone z próchnicy i liści, w głębi z iłu i wapiennego rumoszu.

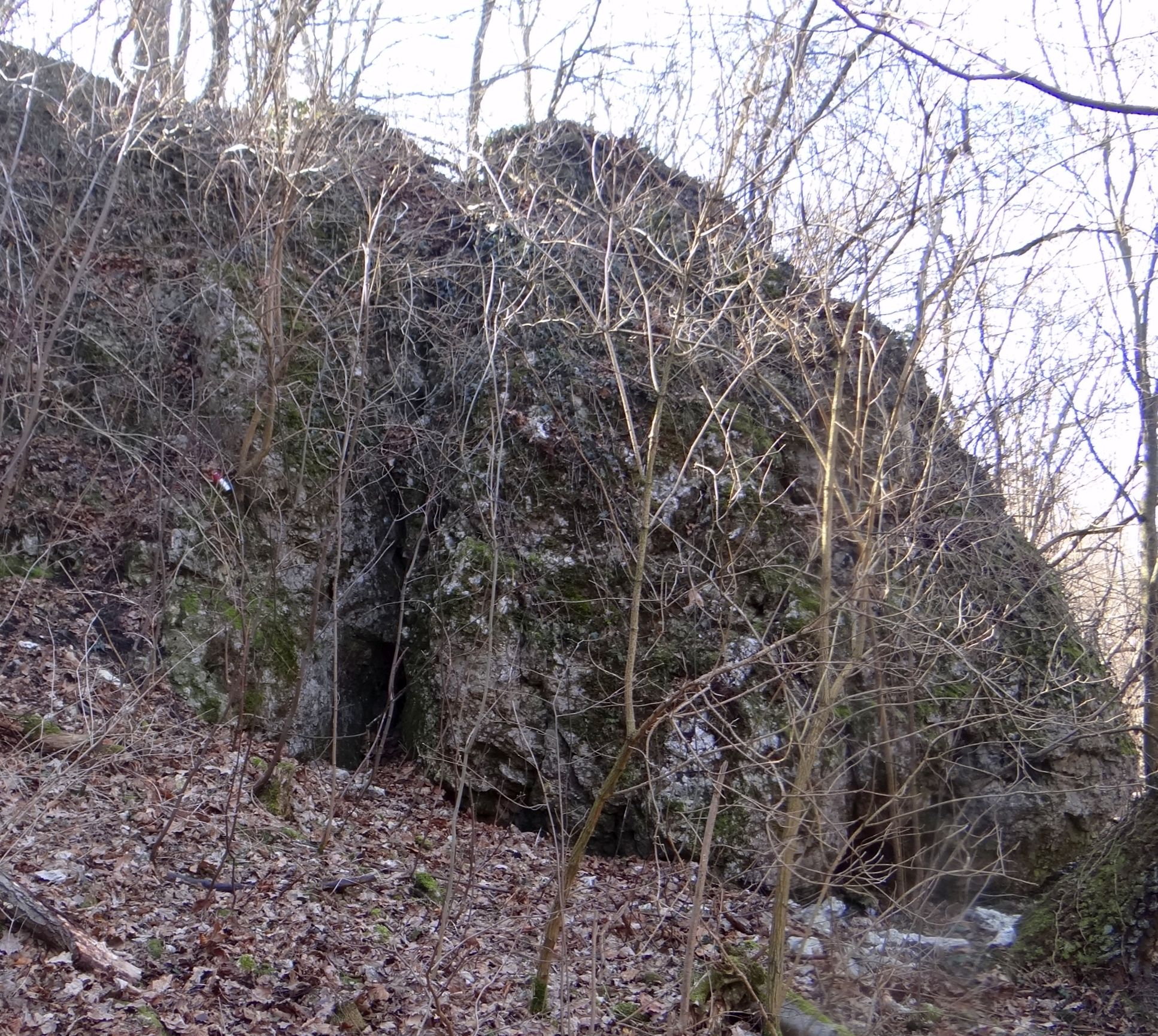
Skałka z otworem północno-wschodnim
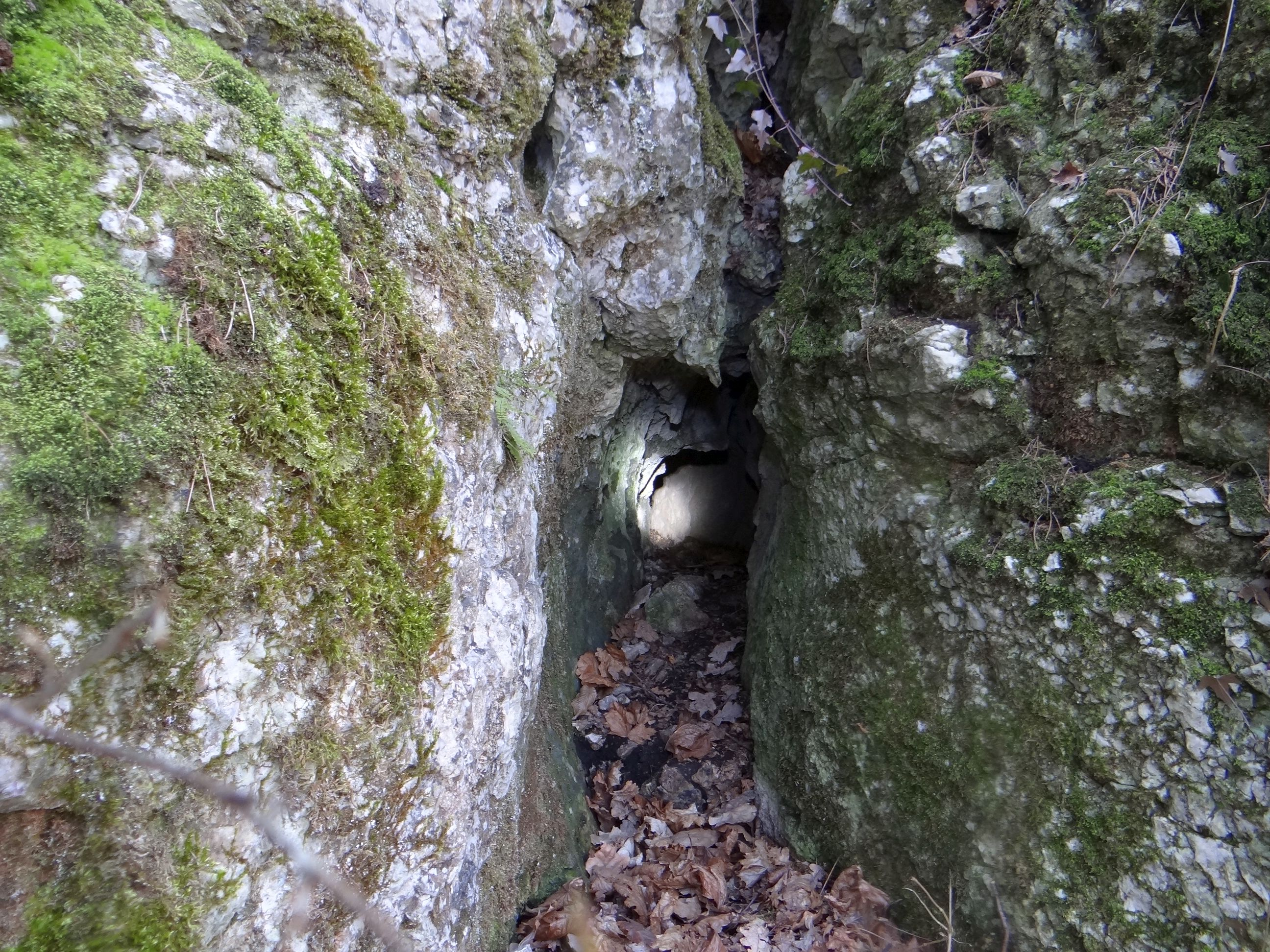
Otwór północno-wschodni
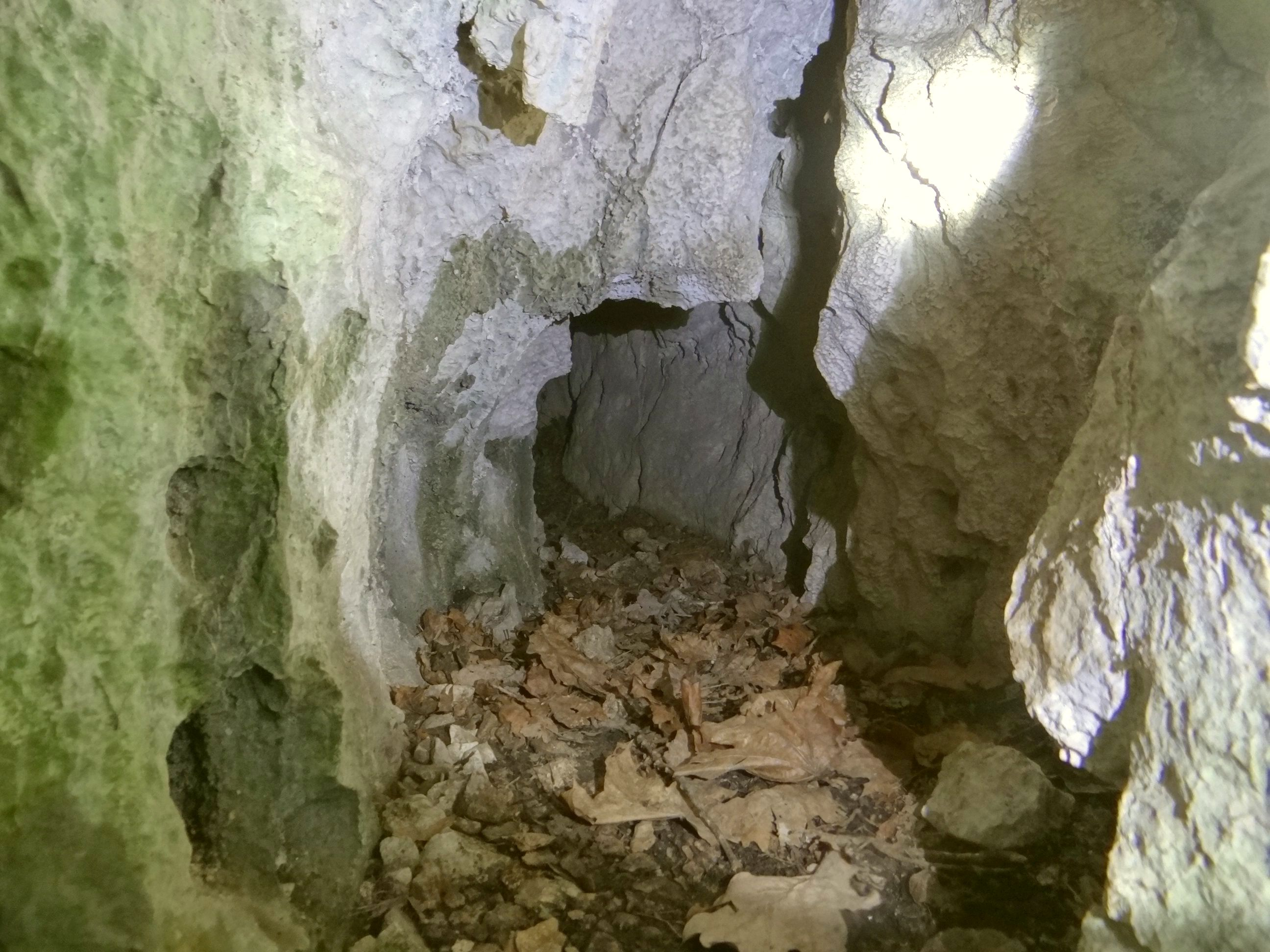
Korytarzyk

Dokumentację i plan jaskini sporządził A. Górny w grudniu 2009 roku. Wcześniej jaskinia nie była w literaturze wzmiankowana.